# Dirk Herderschêe

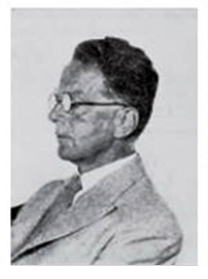
Dr. D. Herderschêe, lector Infectieziekten aan de UvA.

Dirk Herderschêe (Schellinkhout, 10 januari 1877 – Bennekom, 16 maart 1969) was een Nederlandse arts. Zijn praktijk voor 'onvermogenden' was in het hart van Amsterdam.
Hij had een grote maatschappelijke betrokkenheid, werd parttime gemeente-arts en verwierf grote bekendheid in het buitengewoon onderwijs door de intelligentietest van de Franse psycholoog Alfred Binet aan de Nederlandse jeugd aan te passen, uit te breiden en te normeren. Hij was vanaf 1910 bestuurder bij de Vereeniging van Onderwijzers en Artsen werkzaam aan Inrichtingen voor onderwijs aan Achterlijke en Zenuwzwakke kinderen en redactielid van het vaktijdschrift van die vereniging. In 1923 werd hij ook eindredacteur van het Tijdschrift voor Sociale Geneeskunde. Zijn maatschappelijke betrokkenheid bleek eveneens uit zijn aanstelling in 1910 als schoolarts bij de Vereeniging voor Spraakgebrekkige en Achterlijke Kinderen te Amsterdam en zijn benoeming in 1912 tot geneesheer aan het Wilhelmina Gasthuis. 
In 1932 werd hij aangesteld als lector infectieziekten aan de Gemeente Universiteit van Amsterdam. Daarnaast had hij een groot aantal bestuurlijke functies zoals bijvoorbeeld vanaf 1921 lid van de Amsterdamse Voogdijraad, vanaf 1932 bestuurslid van de Stichting buitengewoon onderwijs en vanaf 1934 bestuurslid van de Amsterdamse Vereeniging tot Behartiging der Belangen van het Zwakzinnige Kind.

## Jeugd
Dirk Herderschêe groeide op in een domineesgezin. Zijn ouders hadden een 'gezegend' huwelijk en D. Herderschêe sprak dan ook vol liefde over zijn jeugd en opvoeding. In dit huwelijk werden vier kinderen geboren van wie er twee op jonge leeftijd overleden. Dominee Herderschêe werd in verschillende gemeenten beroepen. Het lag in de verwachting dat zoon Dirk eveneens predikant zou worden, maar die wens had hij niet. Dirk werd aangetrokken door het avontuur en wilde zeeman te worden. Na de lagere school bezocht hij de Hogereburgerschool in Tiel en Deventer. In zijn eindexamenjaar meldde hij zich aan voor de Hogere Zeevaartschool. Hij slaagde voor zijn toelatingsexamen maar de medische keuring doorstond hij niet. Vanwege 'een te smalle borst' zou hij later zeggen. Hij koos vervolgens voor de studie medicijnen. Dit gaf hem de mogelijkheid om later scheepsarts te kunnen worden.
In Utrecht volgde hij colleges psychiatrie bij professor Th. Ziehen. Behalve dat deze hoogleraar studie had gemaakt van 'zwakzinnigheid', had hij tevens interesse voor de mogelijkheden om het verstand te meten. Dit thema, verstandsmetingen, had de volle belangstelling van student Herderschêe. Dat deze interesse blijvend was zou blijken tijdens zijn Amsterdamse loopbaan als arts. Hij legde de artseneed af op 8 mei 1903 en nam het besluit te promoveren. Dat was in Nederland niet mogelijk omdat voor toelating tot het 'doctoraat een gymnasiumvooropleiding mede vereist was. In België was er wel een mogelijkheid. Hij verzocht aan de minister van Binnenlandse Zaken en Openbaar Onderwijs om toelating tot het doctoraat programma aan de Universiteit van Gent en daar verwierf hij aan 'la faculté de médecine de l’Université de Gand' op 19 juli 1903 de 'Grade de docteur en médecine, chirurgie et accouchements' met de toevoeging 'admis avec satisfaction'. Deze graad behaalde hij niet door het schrijven van een proefschrift maar door het afleggen van een aantal examens.

## Huwelijk

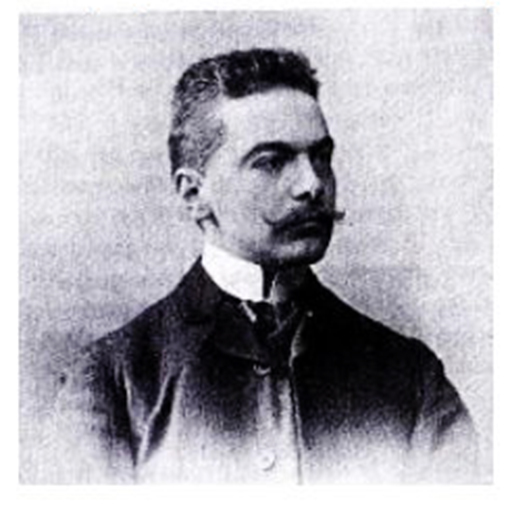
De jonge geneesheer Dirk Herderschêe

Dirk trouwde in 1921 op 44-jarige leeftijd met de zeventien jaar jongere Willemina de Jong. Uit dit huwelijk werden vier kinderen geboren die allen voor een medisch beroep kozen. Twee zonen: Jacobus (1922) en Dirk (1924) en twee dochters: Cornelia Petronella (1925) en Mieke (1929). Dirk was een familieman, lief, maar kon zich ook afstandelijk opstellen. Voor zijn huwelijk had hij zijn vrouw verteld dat hij leed aan een progressieve oogziekte. Hij wist al enige jaren dat hij blind zou worden. Onderzoek had uitgewezen dat er sprake was van een verhoogde oogdruk die leidde tot glaucoom. Hij wilde geen braille leren, niemand hoefde hem te beklagen en hij wilde zeker niet zielig gevonden worden. Hij had een sterk geheugen. 's Morgens ging hij naar boven, naar zijn studeerkamer en daar liep hij op en neer, teksten memoriserend in verschillende talen. Omdat zijn gezichtsvermogen achteruitging las zijn vrouw hem de tijdschriften voor en hij dicteerde haar zijn artikelen. Hij bleef actief lid van vele verenigingen. Vanwege zijn ziekte vonden de vergaderingen van het Hoofdbestuur van de Vereeniging van Onderwijzers en Artsen dikwijls bij hem thuis plaats.

## Loopbaan
Naast zijn eigen praktijk, een praktijk voor onvermogenden, werd hij arts-assistent aan het het Wilhelmina Gasthuis, het huidige Universitair Medisch Centrum. Zijn belangstelling ging hier met name uit naar het voorkomen van ziektes die via besmetting of infecties waren opgelopen. Onvoldoende hygiëne was de belangrijkste oorzaak van tal van ziektes en dat was dan ook de reden dat hij het vak hygiëne ging geven aan de school voor maatschappelijk werk. Uiteindelijk zou zijn belangstelling uitmonden in een aanstelling als  geneesheer op de afdeling besmettelijke ziekten van het Wilhelmina Gasthuis. Zijn kwaliteiten waren dusdanig dat hij in dit ziekenhuis op vijfendertigjarige leeftijd aangewezen werd als plaatsvervangend geneesheer-directeur. In 1932 werd hij benoemd tot lector in de infectieziekten aan de Universiteit van Amsterdam. In Amsterdam en op de universiteit kende hij feilloos de weg. Daar was hij collega van onder andere de hoogleraren H. Burger, C. de Lange en Philip Kohnstamm. Met laatstgenoemde zat hij in het bestuur van de Stichting Buitengewoon Onderwijs. 

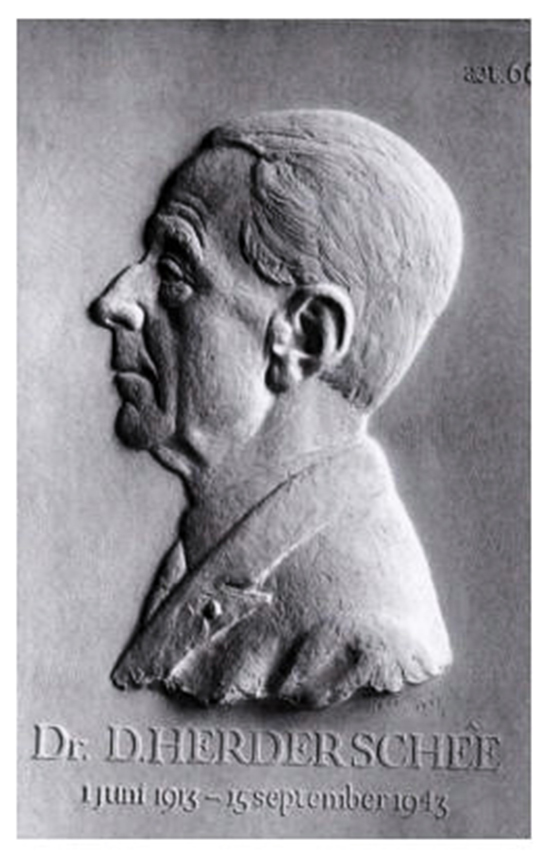
Plaquette in het Academisch Medisch Centrum

## Nevenactiviteiten

### Beroepsvereniging van Onderwijzers en Artsen
In 1910 werd Herderschêe benoemd tot vicevoorzitter van de Vereeniging van Onderwijzers en Artsen werkzaam aan Inrichtingen voor onderwijs aan Achterlijke en Zenuwzwakke kinderen. Deze vereniging was opgericht omdat leerlingen met een verstandelijke beperking niet leerplichtig waren. Met enkele onderbrekingen zou hij de eerste helft van de negentiende eeuw een bestuursfunctie vervullen in deze vereniging die het initiatief nam om te komen tot het nieuwe onderwijsdomein Buitengewoon Onderwijs, thans Speciaal Onderwijs genoemd. Vanwege zijn bijzondere verdiensten voor het Buitengewoon Onderwijs werd hij in 1938 benoemd tot Officier in de Orde van Oranje-Nassau.

### Opleidingen
Herderschêe was in 1913 docent bij de eerste vakopleiding voor de leerkrachten bij het buitengewoon onderwijs en werd eveneens docent bij de in 1929 gestarte beroepsopleiding van de Stichting Buitengewoon Onderwijs, thans de masteropleiding Special Needs van het Seminarium voor Orthopedagogiek. Hij zat in het bestuur met onder andere de inspecteur van het buitengewoononderwijs Adriaan van Voorthuijsen, de onderwijzers Hermen J. Jacobs, Pieter Hendrik Schreuder en de hoogleraren pedagogiek Rommert Casimir, Jan Waterink en Philip Kohnstamm.

### Gezondheidskolonie
In 1927 werd hij bestuurslid van de Centrale Vereeniging voor Gezondheidskolonies voor Zwakzinnigen, een vakantiekolonie opgericht omdat kinderen met een verstandelijke beperking geweigerd werden in de gewone koloniehuizen. In 1934 werd Herderschêe eveneens bestuurslid van de door hem opgerichte Amsterdamse Vereeniging tot Behartiging der Belangen van het Zwakzinnige Kind. Dankzij deze laatste vereniging konden honderden Amsterdamse kinderen met een verstandelijke beperking uitgezonden worden naar de speciale vakantiekolonie. 

## Publicaties
Van zijn hand verschenen meer dan 150 publicaties. Van 1925 tot 1947 was Herderschêe lid van de redactie van het vaktijdschrift van de Vereeniging van Onderwijzers en Artsen. Zijn publicaties hadden onder meer betrekking op het testen van de verstandelijke vermogens. Een terugkerend onderwerp betrof eveneens het zoeken naar de oorzaken en het voorkomen van zwakzinnigheid. De bijdragen van Herderschêe waren vooral van belang voor de professionele ontwikkeling van de onderwijzers en artsen bij het buitengewoon onderwijs.  

### Enkele voorbeelden
- 1913 Verstandsmetingen bij Achterlijken
- 1917 De keuringscommissie van de scholen voor achterlijke kinderen
- 1918 De onderwijzer en de psychologie
- 1920 Individueel register en Methode Binet-Simon
- 1925 De oorzaken der zwakzinnigheid.

Zijn wetenschappelijke werk richtte zich eveneens op het voorkomen van infectieziekten zoals uit een aantal publicaties blijkt:
- 1910 School en besmettelijke ziekten.
- 1918 Oorzaken en voorwaarden bij acute infectieziekten.
- 1922 De beteugeling der acute Infectieziekten.
- 1934 Infectieziekten: haar wezen en haar bestrijding.
- 1940 Besmettelijke ziekten: een boek voor huisartsen en studenten.